# Katedrála v Gdańsku
Katedrála v Gdaňsku, plným názvem Konkatedrální bazilika Nanebevzetí nejsvětější Panny Marie v Gdaňsku, polsky Bazylika konkatedralna Wniebowzięcia Najświętszej Maryi Panny, zkráceně Mariánská bazilika (Bazylika Mariacka), je římskokatolický gotický kostel. Stavba začala ve 14. století, patrně kolem roku 1346, ve stylu zvaném cihlová gotika. Dokončena byla roku 1506. V letech 1536–1572 sloužil chrám katolíkům i protestantům, v letech 1572–1945 jen protestantům a tehdy šlo o druhý největší luterský kostel na světě. Po připojení Gdaňska k Polsku v roce 1945 byl předán katolické církvi. Roku 1965 papež Pavel VI. povýšil kostel na baziliku. Roku 1986 se stala konkatedrálou gdaňské diecéze. Stavba pojme až 25 000 lidí. Uvnitř katedrály je orloj. Triptych na dřevě Poslední soud namalovaný Hansem Memlingem býval tamější největší uměleckou památkou, ale roku 1945 ji z bezpečnostních důvodů převezli do Národního muzea v Gdaňsku (v kostele se nachází kopie).